# Romanivka, Luțk
Romanivka (în ucraineană Романівка) este un sat în comuna Radomîșl din raionul Luțk, regiunea Volînia, Ucraina.

## Demografie
Componența lingvistică a localității Romanivka
     Ucraineană (97,89%)
     Rusă (2,11%)
Conform recensământului din 2001, majoritatea populației localității Romanivka era vorbitoare de ucraineană (97,89%), existând în minoritate și vorbitori de rusă (2,11%).